# Naser Razazi
Naser Razazî (kurdiska: Nasir Rezazî, soranî: ناسر ڕەزازی), född 21 juni 1955 i Sanandaj i nordvästra Iran är en berömd kurdisk artist, poet och författare, i såväl bland kurder i Mellanöstern som i Europa. 
Razazî påbörjade redan i barndomen  sin sångkarriär. Som ung tjänstgjorde Razazî inom det kurdiska partiet, Komalah, som peshmerga soldat i kampen för ett självständigt Kurdistan. Efter hans militära karriär, ägnade han och satsade på musiken där han både sjöng, skrev texter och diktade. Hans musik omfattar traditionella kurdiska folksånger i fem olika kurdiska dialekterna i följande: soranî, kurmancî, hewramî, zazakî och kirmaşanî.
Han flydde ifrån tortyr och kom till Sverige 1984. Musikkarriären fortsatte han i Sverige och fortsätter med sjungandet än idag. Naser Razazî är numera folkbokförd i Bredäng i sydvästra Stockholm.
2018 sände kanalen SVT1 musikdokumentären, Best of Sweden - turnén, som är från 2015, där fem musikstjärnor som var okända för de flesta svenskar, fick uppträda på scen. Bland dem var Naser Razazî med och deltog i turnén, där han fick uppträda i scen och sjöng kurdiska låtar som, Berî Berî, Nemirdim mn, Kirmashan och Gîana To Boy - inför svenska folket. De fem musikstjärnor som är bosatta i Sverige, ikoner i sitt hemland som Naser Razazî är, uppmärksammades stort i kanalen SVT1. De gick på turné våren år 2015 och uppträdde i bland annat i Kulturhuset Stadsteatern i Stockholm, Uppsala, Vara, Göteborg och Jönköping. Syftet med arrangemanget var att göra dessa fem musikstjärnor kända i Sverige.
Tidigare var Naser gift med den kända kurdiska artisten Merzîye Ferîqî/Razazî som avled 2005. De fick tre barn tillsammans, sönerna Mardîn och Kardo och dottern Dilnîya. Sonen Kardo Razzazi har en karriär som skådespelare, och dottern Dilnîya är musiker.
Naser Razazî får sitt namn ibland skrivet som Nasr, Nasir eller Nasser och efternamnet som Rezzazi, Rezazî, Razazî eller Razzazî.

## Diskografi
- 1976: Kurdistan (کوردستان)
- 1976: Katana (کەتانە)
- 1979: Dêwane Xom (دێوانە خۆم)
- 1982: Gomeshîn (گۆمەشین)
- 1984: Le Gulan (لە گوڵان)
- 1988: Halabja (ھەڵەبجە)
- 1993: Rezyane (ڕەزیانە)
- 1994: Nyaz (نیاز)
- 1995: Be Pîroz (بە پیرۆز)
- 1995: Hîwa (هیوا)
- 1996: Xemî Nan (خەمی نان)
- 2000: Kirmashan (کرماشان)
- 2010: Êwareye (ئێوارەیە)
- 2012: Bîrewerî (بیره‌وه‌ری)
- 2016: Gulbaran (گوڵباران)
- 2019: Şarekem (شارەکەم)